# Simone Badier
Simone Badier (geboren als Simone Marie Thérèse Levasseur am 5. Juni 1936 in Bar-le-Duc, Département Meuse, Frankreich; gestorben am 18. März 2022 in Chamonix) war eine der führenden Bergsteigerinnen und Kletterinnen in den 1960er und 1970er Jahren.

## Leben

### Ausbildung und Beruf
Simone Badier studierte theoretische Kernphysik und wurde 1966 mit einer Arbeit zu schwachen Wechselwirkungen und inneren  Symmetriegruppen an der naturwissenschaftlichen Fakultät der Universität Orsay in Kernphysik promoviert. In der Folge wurde sie an der Universität von Amiens zur Professorin berufen, wo sie bis zu ihrer Emeritierung in 2008 blieb.

### Alpinistische Karriere
Mit dem Klettern kam sie im Wald von Fontainebleau und in Saussois in Berührung, dies hat sie so begeistert, dass sie ab 1964 auch in den Alpen zum Klettern ging. Es folgten zahlreiche Begehungen z. B. in den Dolomiten und in mehreren Gebirgen der Voralpen, wie im Vercors und der Chartreuse. Mitte der 1960er Jahre galt ihr Interesse den großen Touren der Alpen, wie etwa die Hasse-Brandler an den Drei Zinnen (Dolomiten). Ein Jahrzehnt später wandte sie sich dem klassischen Alpinismus zu und wiederholte im Mont-Blanc-Gebiet viele von den großen Touren wie den Bonattipfeiler, den Freneypfeiler oder die Südwand der Aiguille du Fou, die nach ihrer Erstbegehung als die schwierigste Kletterroute der Alpen galt.
Bei allen ihren Besteigungen führte sie oder wurde die Führung überschlagend ausgeführt. Überschlagend heißt, dass sich die Seilpartner in der Führung abwechseln. So z. B. bestieg Badier 1969 die Philipp-Flamm in der Civetta als Seilerste; diese Route war berüchtigt als eine der schwierigsten Routen in den Dolomiten. Sie wurde von Vittorio Varale (bekannter Alpinjournalist seiner Zeit) dabei beobachtet, als sie diese sehr schnell bewältigte. Bei der Rückkehr auf der Hütte wurde die Seilschaft darauf von Varale angesprochen, ob sie die Jacken gewechselt hätten – er konnte kaum glauben, dass Badier die Führung übernommen hatte.
Badier war zu Beginn der 1970er Jahre eine der aktivsten Frauen im südfranzösischen Top-Klettergebiet Verdonschlucht. 1976 bereiste sie die USA und kletterte zusammen mit Jean-Claude Droyer die Route The Nose am El Capitan im Yosemite-Nationalpark. Sie nahm auch an Expeditionen in Peru, am Karakorum, am Ahaggar und Aïr teil.

### Bedeutung im Alpinismus
Laut Reinhold Messner war Badier eine der führenden Frauen im Alpinismus, die Touren in den obersten Schwierigkeitsgraden nicht nur meisterte, sondern führte und auch als Führungspersönlichkeit die gesamte Seilschaft dominierte. Ihre Tourenliste ist ebenbürtig mit allen führenden männlichen Vertretern des Alpinismus zu ihrer Zeit. Serge Mouraret konstatierte, dass Badier eine der führenden Bergsteigerinnen des 20. Jahrhunderts war.
In ihrem Buch schrieb Badier, dass sie in den Bergen das Leben zu lieben gelernt habe und nirgendwo sonst so große Freude verspüren könne. Die angesichts ihrer Bedeutung relativ geringe öffentliche Wahrnehmung „Momones“, wie sie auch genannt wurde, erklärt Claude Gardien in seinem Nachruf damit, dass sie eine Amateurin im eigentlichen Sinne gewesen sei: Es sei ihr egal gewesen, dass sie eine der wichtigsten Persönlichkeiten des weiblichen Klettersports war. Sie wollte einfach nur Alpinistin und Physikerin sein, ohne dafür bekannt zu sein.

## Wesentliche Besteigungen
- 1966: Torre Trieste (Civetta): Carlesso[4]
- 1966: Cima Su Alto (Civetta): Livanos[4]
- 1966: Große Zinne (Drei Zinnen): Hasse-Brandler (VI-/A2, 550m)[4]
- 1966: Grand Capucin (Mont Blanc): Bonatti[4]
- Mont Blanc Freneypfeiler[4]
- Petit Dru (Mont Blanc): Bonattipfeiler[4]
- Aiguille de Blaitière (Mont Blanc): Westwand[4]
- 1969: Monte Civetta: Philipp-Flamm (900 m) und Andrich-Faè (750 m) innerhalb von 2 Tagen[4]
- 1971: Grandes Jorasses (Mont Blanc): Walkerpfeiler
- 1972: Marmolata Südwand: Vinatzer-Castiglioni und Gogna innerhalb von 2 Tagen[4]
- 1973: Petit Dru Westwand: Amerikanische Direkte Henning-Robins
- 1973: Führung der ersten Damenbesteigung an der Aiguille du Fou (Mont Blanc): Harlin-Hemming-Frost-Fulton
- 1974: Matterhorn (Wallis): Nordwand
- 1974: Olan (Ecrins-Massiv): Couzy-Demaison
- 1975: Grandes Jorasses: Crozpfeiler
- 1976: El Capitan, Yosemite-Nationalpark, US: The Nose
- 1986: Erstbegehung der Südwand des Zeuvu-Peaks und der Nordwand des Nindiff-Peaks in Kamerun
- 1990: Erstbegehung der Südwand an der Aiguilles Dorées (ED)
- 1992: Erstbegehung an der Ostwand Garet el Djenoun, Hoggar (ED)

## Veröffentlichungen
- Contribution à l'étude des interactions faibles et des groupes de symétrie interne. Université Paris-Sud, Paris 1966, OCLC 459447912 (französisch, 195 S., online – Thèse. Sc. phys. Orsay. 1966. N° 168).
- La Dame de Pic. Éditions Guérin, Chamonix 2008, ISBN 978-2-35221-027-6 (französisch).